# Ледовских, Виктор Николаевич
Виктор Николаевич Ледовских (8 октября 1967) — советский и российский футболист, полузащитник.

## Биография
В юношеском возрасте выступал за дубль донецкого «Шахтёра» в первенстве дублёров высшей лиги. Затем несколько лет не играл на уровне команд мастеров.
В 1991 году провёл четыре матча во второй низшей лиге СССР за «Машук» (Пятигорск). После этого выступал за клубы юга России в первой, второй и третьей лигах, нигде надолго не задерживаясь. В 1996 году стал лучшим бомбардиром зонального турнира третьей лиги (16 голов), разделив это звание с Муратом Гомлешко и Денисом Поповым. В 1995—1997 годах также играл на Украине на любительском уровне и в первенстве по мини-футболу.
В последние годы карьеры выступал за клубы высшего дивизиона Белоруссии — «Молодечно» и «Коммунальник» (Слоним), но основным игроком не был и сыграл за два сезона лишь восемь матчей.